# -heem
Het woord(deel) heem is een Oudnederlands woord en kent twee betekenissen: 1) Woning, huis, hoeve en 2) Woonplaats, woongebied, dorp, buurtschap. Het is verwant aan het Proto-Germaanse woord haima, dat eveneens woning betekende. 'Heem' is verwant aan het Engelse home en het Duitse Heim(at), maar is in die betekenis grotendeels verdrongen door het woord 'thuis'. In het Nederlands vinden we het woord terug in 'in-/uitheems', 'heimwee', 'heemkunde', 'ontheemd', enzovoorts, alsook in de plaatsnaam Heemstede. In sommige Zuid-Limburgse dialecten komt het woord 'heem' wel nog voor in de betekenis van 'thuis'.
Als toponiem wordt de klank vaak dof tot '-em'. Zo komt in Groningen, Friesland, Oost-Friesland en elders (onder meer in het Gooi) het suffix '-um' voor (Loppersum, Ealsum, Blaricum) . Komt er een zachte 'g' voor, kan dat voor verwarring zorgen met het suffix '-gem'. Zo zou 'Berchem' van zowel 'Berg-hem' als 'Berg-gem' kunnen komen. Hoewel de schrijfwijze van de plaatsnamen met het suffix '-chem' niet verschilt, is de uitspraak wel degelijk anders. Er loopt een scheidslijn, waarbij plaatsen die grofweg bezuiden de Rijn liggen de uitspraak '-èm' krijgen, terwijl plaatsnamen met de suffix '-chem' benoorden de Rijn worden uitgesproken als '-um'. Ter illustratie: Berghem, Beusichem, Erichem, Woudrichem en Zuilichem (en de meeste Vlaamse toponiemen) horen uitgesproken te worden met '-èm'. Lochem, Barchem en Doetinchem krijgen '-um' aan het einde. 

## Plaatsnamen die (vermoedelijk) samengesteld zijn met-heem/-heim

### Nederland
- Adrichem (in Beverwijk)
- Arnhem
- Bakkum (Bacchem)
- Bedum
- Bennekom
- Berghem
- Bergentheim
- Berlicum
- Beusichem
- Blaricum
- Broekhem
- Bussum
- Diepenheim
- Doetinchem
- Erichem
- Farmsum
- Geulhem
- Gorinchem, Gorkum
- Haarlem
- Hattem
- Hilversum
- Houthem
- Kedichem
- Mertersem
- Leersum
- Leuvenheim
- Loppersum
- Lottum
- Middelheim
- Mariënheem
- Nuenen
- Ottersum
- Rossum
- Sassenheim
- Walem (Limburg)
- Windesheim
- Winsum
- Workum
- Woudrichem
- Zelhem

### Frankrijk (Frans-Vlaanderen)
- Audrehem (Oudenheem)
- Audinghen
- Autingues
- Bainghen
- Balinghem
- Boisdinghem
- Bouvelinghem
- Bréxent (Brekelesent)
- Inghem
- Inxent (Enessem)
- Dardingem (Saint-Martin-d'Hardinghem)
- Hermelinghen
- Heuringhem
- Hocquinghen
- Ledinghem
- Leulinghem
- Linghem
- Killem
- Killem Linde
- Maninghem
- Matringhem
- Mazinghem
- Pihem (Putheem)
- Racquinghem
- Rodelinghem
- Seninghem
- Tetegem
- Tournehem
- Vaudringhem
- Wanhem (Wannehain)
- Warhem
- Widehem

### Duitsland
- Bad Bentheim
- Emlichheim
- Stenum: vernoemd naar de steen
(hunebed: Große Steine von Stenum)

### Vlaanderen
- Aaigem
- Adegem
- Affligem
- Alveringem
- Anzegem
- Auderghem
- Avelgem
- Baardegem
- Baaigem
- Balegem
- Bavegem
- Beerlegem
- Beernem
- Beigem
- Bekegem
- Bellegem
- Bellem
- Berchem (Antwerpen)
- Berchem (Kluisbergen)
- Bertem
- Sint-Laureins-Berchem
- Bissegem
- Boorsem
- Bornem
- Boutersem
- Broechem
- Brussegem
- Brustem
- Denderhoutem
- Dentergem
- Desselgem
- Diegem
- Edegem
- Eernegem
- Egem
- Eichem
- Eliksem
- Elsegem
- Emblem
- Emelgem
- Eppegem
- Erembodegem
- Erondegem
- Erwetegem
- Ettelgem
- Evergem
- Gijzegem
- Gijzelbrechtegem
- Godveerdegem
- Gorsem
- Gotem
- Gottem
- Gullegem
- Hekelgem
- Heldergem
- Hemelveerdegem
- Hemiksem
- Herdersem
- Hermelgem
- Hillegem
- Houtem
- Houtem
- Hundelgem
- Ichtegem
- Iddergem
- Idegem
- Ingooigem
- Itegem
- Izegem
- Kachtem
- Kanegem
- Kattem
- Keiem
- Kerkem
- Kiezegem
- Kobbegem
- Koninksem
- Kooigem
- Kortessem
- Kraainem
- Kruisem[3]
- Landegem
- Sint-Maria-Latem
- Latem
- Ledegem
- Leeuwergem
- Letterhoutem
- Leupegem
- Lievegem
- Loppem
- Lovendegem
- Maldegem
- Markegem
- Meigem
- Meilegem
- Merchtem
- Merkem
- Merksem
- Millegem (Mol)
- Millegem (Ranst)
- Mollem
- Moregem
- Mulheim
- Mullem
- Neigem
- Nerem
- Nossegem
- Oedelem
- Oelegem
- Oeselgem
- Okegem
- Ooigem
- Oordegem
- Oppem
- Otegem
- Ottergem
- Oudegem
- Ouwegem
- Paulatem
- Petegem-aan-de-Schelde
- Petegem-aan-de-Leie
- Pittem
- Rekem
- Rekkem
- Relegem
- Ressegem
- Roksem
- Rollegem
- Rollegem-Kapelle
- Rossem
- Rotem
- Snellegem
- Stokkem
- Strijtem
- Sint-Denijs-Westrem
- Sint-Lievens-Houtem
- Sint-Margriete-Houtem
- Sint-Martens-Bodegem
- Smeerebbe-Vloerzegem
- Strijtem
- Tiegem
- Veldegem
- Veltem-Beisem
- Vinkem
- Vlekkem
- Vlissegem
- Volkegem
- Vossem
- Walem (Antwerpen)
- Walshoutem
- Wannegem
- Waregem
- Westrem
- Wevelgem
- Wolvertem
- Wommelgem
- Wondelgem
- Wontergem
- Wortegem-Petegem
- Woubrechtegem
- Wijnegem
- Wulvergem
- Wulveringem
- Zaventem
- Zedelgem
- Zegelsem
- Zelem
- Zerkegem
- Zevergem
- Zichem
- Zomergem
- Zonnegem
- Zottegem
- Zwevegem

## Plaatsnamen waar de uitgang-heem/-heim-kampis geworden
- Breklenkamp
- Denekamp
- Emmelkamp (Nedersaksisch voor Emlichheim)
- Gölenkamp